# Гонокок
Гонокок (Neisseria gonorrhoeae) — збудник гострого запалення слизових оболонок сечостатевих шляхів — гонореї та запалення очей у новонароджених, яке призводить до сліпоти — бленореї.
Гонокок вперше був виділений Альбертом Нейссером від хворого на уретрит, а чисту культуру отримав у 1885 році Бумм. Заразивши здорову людину він таким чином спричинив типову гонорею.

## Морфологія
Грам-негативні бактерії, клітини мають форму бобів, розташовані попарно. Мають невелику капсулу. В старих лабораторних культурах, при хронічній гонореї та при лікуванні антибіотиками форма клітин суттєво змінюється, утворюються L-форми.
На твердому поживному середовищі утворює дрібні (діаметром 1 — 3 мм) колонії прозорого кольору, слизисті по консистенції. У рідкому середовищі дає рівномірне помутніння з невеликим осадом. У лабораторних умовах гонокока досить складно культивувати, йому потрібні поживні середовища збагачені білком (асцит-агар, середовища з сироваткою великої рогатої худоби, дріжджовим автолізатом тощо). Крім того культивування проводиться при концентрації вуглекислого газу у атмосфері 8 — 10 % та підвищеній вологості.
Клітини гонокока швидко гинуть у зовнішньому середовищі. При 56°С гинуть протягом 5 хвилин, при обробці розчином азотнокислого срібла у розведенні 1:6000 через 1 хвилину, у виділеннях хворого — через 4 — 5 годин.

## Токсини та антигени
Екзотоксинів гонокок не утворює. При руйнуванні клітин бактерій отримують ендотоксин, який викликає загибель лабораторних мишей при введенні в очеревину.
Гонококи мають два антигенних комплексу — протеїновий, схожий з протеїновими антигенами пневмокока та менінгокока та полісахаридні типоспецифічні антигени.

## Взаємодія гонокока з організмом людини
Гонокок потрапляє до організму людини під час статевого контакту або під час пологів, якщо жінка хвора на гонорею, збудник уражає слизові оболонки очей дитини. Організм людини не має вродженого імунітету до гонокока, крім під час захворювання та після нього імунітет також не формується. При гонореї спостерігається добре виражений процес фагоцитозу, але він має незавершений характер. При цьому бактерії у фагоцитах не тільки не руйнуються, але навіть розмножуються. Внаслідок цього фагоцитоз не є фактором імунітету при гонореї, скоріш він наносить шкоду організму, захищаючи збудника від дії антибіотиків.